# Puluc
Puluc (zwany także bul, bool-ik) – tradycyjna gra planszowa Majów. Grają w nią po dziś członkowie plemion Kekchi i Mopan. W puluca gra się tradycyjnie w okresie ważnych świąt, na przykład w wigilię zasiewów kukurydzy.

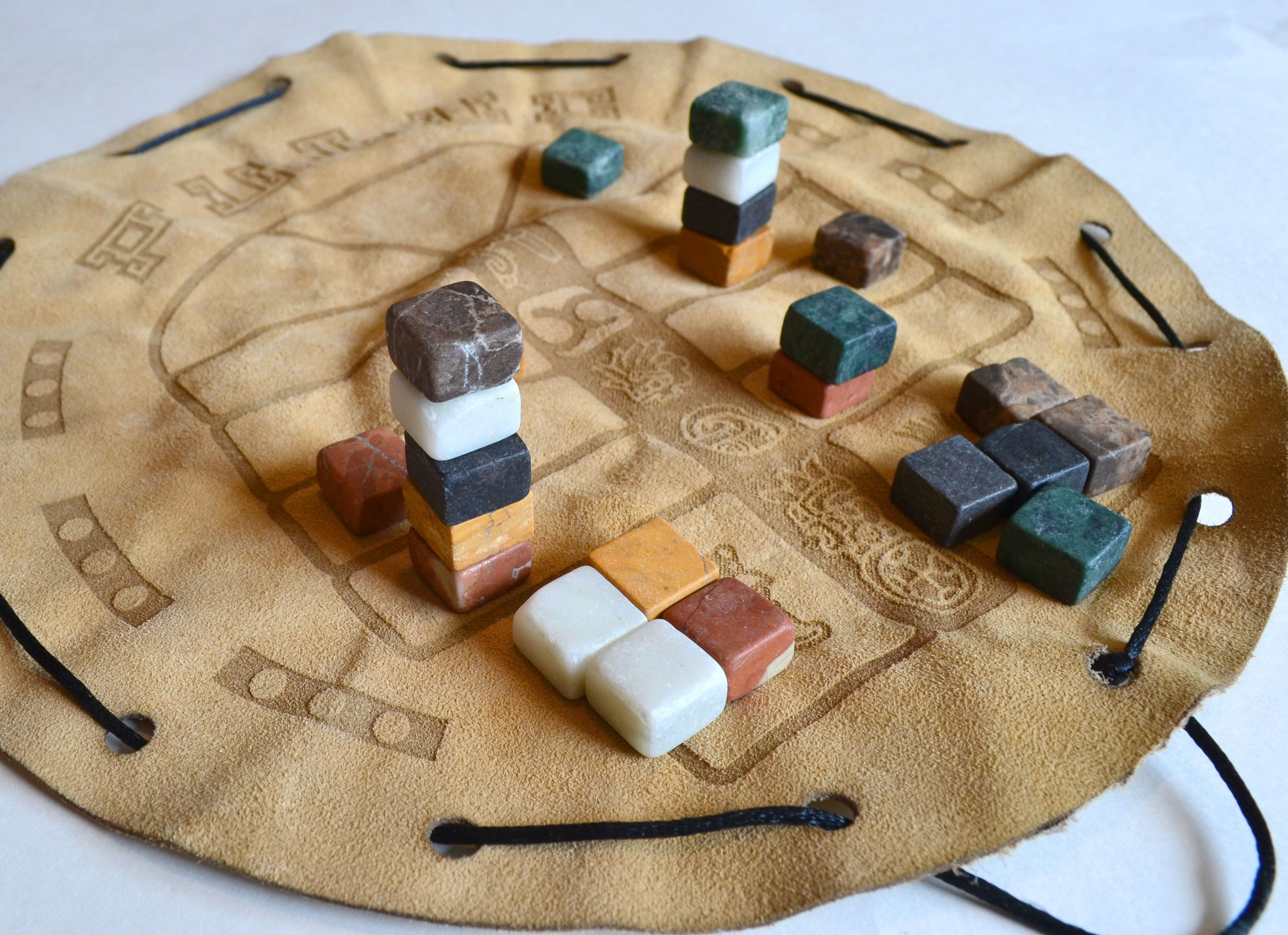
Puluc

Pierwsze opisy etnograficzne tej gry pochodzą z początku XX wieku. W 1906 r. opublikowany został artykuł autorstwa Karla Sappera opisujący gry Indian Kekchi w tym puluca. W rok później w 24th Annual Report of the Bureau of American Ethnology: Games of North American Indians Stewart Cullin przedstawił opis gry na podstawie relacji Thomasa J. Collinsa. Puluc, o czym pisze Lieve Verbeeck, wiąże się  z innymi grami mezoamerykańskimi takimi, jak patolli.